# East Ellijay (Géorgie)
East Ellijay est une ville américaine située dans le comté de Gilmer, en Géorgie. Selon le recensement de 2020, sa population est de 650 habitants.